# Szevar bolgár kán
Szevar (bolgárul: Севар) a 8. század folyamán Bulgária uralkodója volt.
A Bolgár uralkodók nevei című dokumentum szerint a Dulo-klánhoz tartozott, s 15 éven át uralkodott. A Moszkov által felállított kronológia alapján 721–737 között uralkodhatott. Más kronológiák szerint uralkodásának ideje 738–754 közé tehető, de ezt nem lehet a Névlista adataival alátámasztani.
Lehetséges, hogy uralkodása békés időszaknak számított, mivel a bizánci krónikák ebből az időszakból semmilyen eseményről nem számolnak be az ország nyugati határa felől. Bár más források ezt nem erősítik meg, mégis helytállónak tűnő feltételezés.
A 17. századi, megkérdőjelezhető hitelességű volgai bolgár Dzsagfar tarihi összeállítás szerint Suvar (talán Szevar) Kermes (talán Kormeszij) fia és örököse. Apját a nemesség állítólag megfosztotta trónjától. A Dzsagfar tarihi azt is állítja, hogy magát Suvart is megfosztották trónjától, s ezután két évvel vesztette életét. Ugyanebben a forrásban található meg az is, hogy Suvar az apja annak a más forrásokból ismeretlen Kermeknek, kinek fia volt Toktu és Kardám is.

## Fordítás
- Ez a szócikk részben vagy egészben  a   Sevar of Bulgaria című angol Wikipédia-szócikk 310696573 ezen változatának fordításán alapul.  Az eredeti cikk szerkesztőit annak laptörténete sorolja fel. Ez a jelzés csupán a megfogalmazás eredetét és a szerzői jogokat jelzi, nem szolgál a cikkben szereplő információk forrásmegjelöléseként.